# Bock (Minnesota)
Bock – miasto w Stanach Zjednoczonych, w stanie Minnesota, w hrabstwie Mille Lacs.